# Adolphe Michel
Pour les articles homonymes, voir Michel.
Adolphe Michel est un footballeur français évoluant au poste de milieu de terrain. 
Avec l'Olympique de Marseille, il remporte la Coupe de France de football 1923-1924 et il est finaliste du Championnat de France de football USFSA 1919.